# Gigi Zanchetta
Gigi Zanchetta  (Caracas, Venezuela, 1966. április 3. –) venezuelai színésznő.

## Élete és pályafutása
Giliolla Concepción Zanchetta Pirela néven született 1966. április 3-án Caracasban. Karrierjét 1985-ben kezdte a Cristal című sorozatban. 1992-ben Santa szerepét játszotta a Cara suciában. 2009-ben megkapta Alicia Guzmán szerepét a Határtalan szerelem című telenovellában.

## Filmográfia
- Cristal (1985)
- Más allá del silencio (1985)
- El seductor (1986)
- Mansión de luxe (1986)
- La dama de rosa (1986)
- Primavera (1988)
- Alondra (1989)
- El engaño (1989)
- Inolvidable (1992)
- Cara sucia (1992)
- Dulce enemiga (1995)
- Pecado de amor (1996)
- Contra viento y marea (1997)
- El País de las mujeres (1998)
- Enséñame a querer (1998)
- Toda mujer (1999)
- Hechizo de amor (2000)
- Más que amor, frenesí (2001)
- Mambo y canela (2002)
- Las González (2002)
- Engañada (2003)
- Az élet gyönyörű oldala (Sabor a ti) (2004)
- Los Querendones (2006)
- Te tengo en salsa (2006)
- Határtalan szerelem (Si me miran tus ojos) (2009)
- A sors hullámain (Natalia del mar) (2011)
- Válgame Dios (2012)